# Instytut Geografii i Przestrzennego Zagospodarowania im. Stanisława Leszczyckiego Polskiej Akademii Nauk
Instytut Geografii i Przestrzennego Zagospodarowania im. Stanisława Leszczyckiego PAN (IGiPZ PAN) – instytut naukowy Polskiej Akademii Nauk powstały w 1952 początkowo jako "Instytut Geografii PAN". W 1974 zmienił nazwę na "Instytut Geografii i Przestrzennego Zagospodarowania PAN", zaś w 1998 otrzymał imię Stanisława Leszczyckiego. Główna siedziba instytutu mieści się w Warszawie przy ul.Twardej 51/55.
Instytutem kieruje Rada Naukowa i dyrektor (aktualnie prof. Marek Degórski) wraz z zastępcą do spraw naukowych (aktualnie prof. Tomasz Komornicki) oraz administracyjnych (aktualnie dr Jarosław Baranowski).

## Struktura
W skład IGiPZ PAN wchodzą: 
- Zakłady
  - Zakład Badań Geośrodowiska - Kraków
  - Zakład Geoekologii i Klimatologii
  - Zakład Geografii Miast i Ludności
  - Zakład Zasobów Środowiska i Geozagrożeń - Toruń
  - Zakład Przestrzennego Zagospodarowania
  - Zakład Geografii Wsi i Rozwoju Lokalnego
  - Pracownia Kartografii i Systemów Informacji Geograficznej
- Zespoły międzyzakładowe
  - Środkowoeuropejskie Forum Badań Migracyjnych
  - Międzyzakładowy Zespół Europa XXI
  - Międzyzakładowy Zespół Syntetycznych Studiów Przestrzennych
  - Międzyzakładowy Zespół Projektów Badawczych ESPON
- Stacje naukowo-badawcze:
  - Stacja badawcza w Szymbarku - (stacja Zakładu Badań Geośrodowiska)
  - Pracownia Procesów Fluwialnych HOMERKA - (stacja Zakładu Badań Geośrodowiska)
  -  Stacja Badawcza im. M.M. Kłapów - (stacja Zakładu Badań Geośrodowiska)
  - Stacja Badawcza w Dobiegniewie k/Włocławka - (stacja Zakładu Zasobów Środowiska i Geozagrożeń)

- Studium doktoranckie
- Centralna Biblioteka Geografii i Ochrony Środowiska
- Wydawnictwa IGiPZ PAN
  - Wydają w szczególności "Przegląd Geograficzny", "Geographia Polonica", "Prace Geograficzne" i serię "Monografie".